# Likovni motivi
Likovni motiv je obilježje slikarskog ili kiparskoga djela prema prikazanom sadržaju. U likovnim umjetnostima motivi su nekada osnova likovnog djela, osobito onda kada je uloga djela narativna ili deskriptivna. Svaki povijesni period, ili umjetničko razdoblje, je imao motive koji su odgovarali njegovom karakteru i koji je nosio njegove glavne karakteristike - stil.
Osim umjetničkog razdoblja, izbor motiva ovisi o umjetnikovu karakteru i o likovnom materijalu i tehnici. Svaki vizualni poticaj može postati likovnim motivom, no povijesno se dijele na nekoliko osnovnih:
- Portret (autoportret, bista, karikatura)
- Figura (torzo, akt, konjanik)
- Mrtva priroda (vanitas)
- Krajolik (eksterijer, marina, pastoralni motiv, veduta)
- Interijer
- Animalni motiv
- Žanr-scena
- Povijesni motiv (mitološki motiv, alegorijski motiv)
- Sakralni motiv (biblijski motiv, ikonografski motiv)
- Dekorativni motiv (floralni motiv, geometrijski motiv, ornamentalni motiv) i dr.